# Абделрахман Самех
Абделрахман Самех (арап. عبد الرحمن سامح, романизовано Abdelrahman Sameh; Каиро, 9. март 2000) египатски је пливач чија специјалност су спринтерске трке делфин стилом.

## Спортска каријера
Међународну спортску каријеру Самех је започео учешћем на светском јуниорском првенству у Индијанаполису 2017. где је остварио запажен резултат освајањем седмог места у финалу трке на 50 делфин. Годину дана касније, на Олимпијским играма младих у Буенос Ајресу, освојио је и прву медаљу у каријери, бронзану у трци на 50 метара слободним стилом. На истом такмичењу заузео је шесто место у финалу трке на 50 делфин.
Међународни деби у сениорској конкуренцији је имао на првенству Африке у Алжиру 2018. где је освојио две златне (50 делфин и 4×100 слободно) и једну бронзану медаљу (50 слободно).
На светским првенствима је дебитовао у корејском Квангџуу 2019. где је наступио у две дисциплине. У појединачној трци на 50 делфин Самех је успео да се као петнаестопласирани избори за место у полуфиналу, испливавши и нови национални рекорд у тој дисциплини (23,54). У полуфиналу је заузео последње 16. место. Пливао је и у штафети 4×100 мешовито која је у квалификацијама заузела 24. место уз нови национални рекорд.